# 鈴木儀雄
鈴木 儀雄（、1935年〈昭和10年〉 - ）は、日本の映画美術監督、娯楽デザイナー。東京都出身。

## 経歴
多摩美術大学彫刻科に在学中（1年生、19歳）の1954年に東宝のアルバイト募集を見て、開米栄三の造形助手として初代ゴジラのスーツ製作に参加する。1959年に大学を卒業し、3か月契約で東宝特殊技術課の撮影助手となる。その後、1961年より美術スタッフに転向する。
1968年に円谷英二に抜擢され、『マイティジャック』より円谷プロに美術監督（本編）として出向する。それ以降、『戦え! マイティジャック』や『恐怖劇場アンバランス』『独身のスキャット』『ウルトラマンA』『ウルトラマンタロウ』『ウルトラマンレオ』といった一連の円谷プロ作品の美術監督を担当する。とくにウルトラシリーズでは本編（特撮以外のドラマパートをさす）と特撮美術の美術の監修も行い、登場するキャラクター（怪獣やヒーローなど）やメカのデザインを総合的に担当し、サイケデリックともいえる斬新かつ奇抜なデザインセンスを発揮してシリーズに新機軸を打ち出し、同時期の同種の特撮番組のキャラクターデザインにも影響を与えるほどであった。
自身の怪獣のデザインについて「怪獣は非調和の象徴で他をよせつけない排他的な存在」として、全身に無数の突起をつけたとコメントしている。
1975年に東宝側より東宝映像に復職を指示される。
1980年代から1990年代半ばは 東京ディズニーランドをはじめとしたテーマパークのデザイン、企画、演出も手がける。
これらテーマパークの制作の合間に、映像作品の美術も並行して担当している。代表的なものとしては、『ゴジラvsデストロイア』（1995年）の本編美術が挙げられる。監督の大河原孝夫は、前任者の酒井賢が絵画派であったのに対して鈴木は彫刻派であると評しており、Gフォースの作戦室のセットでは陰影をつけることで奥行きを表現しているほか、図面が残っていなかった山根家のセットを第1作『ゴジラ』の映像をもとに再現した。
また、海外の映画では香港映画『北京原人の逆襲』（ショウブラザーズ）の特撮美術、北朝鮮映画『プルガサリ 伝説の大怪獣』の特殊美術（怪獣デザイン含む）を担当した。
短い時期、明星高等学校の講師も務めていた。
2006年には世田谷文学館で第8回世田谷フィルムフェスティバル「不滅のヒーロー・ウルトラマン展」が行われ、鈴木はゴジラやウルトラマンについて子供向けの講演を行なっている。
2024年11月3日には『ゴジラ・フェス2024』に登壇し、『ゴジラ-1.0』の監督を務めた山崎貴との対談にて『ゴジラ』への参加経緯のほか、初代ゴジラのスーツ製作やそれを用いた撮影についてのエピソードを明かしたが、現代ではコンプライアンスを問われそうなエピソードも明かしたため、司会の笠井信輔からすかさず「70年前の撮影所の話です！」と声を大にしてフォローされる一幕もあった。

## 代表作品（映像作品）

### 映画
| 公開年 | 公開年            | 作品名                                  | 制作（配給）                            | 役職     |
| ------ | ----------------- | --------------------------------------- | --------------------------------------- | -------- |
| 1954年 | 11月3日           | ゴジラ                                  | 東宝 （東宝）                           | 造形助手 |
| 1955年 | 4月24日           | ゴジラの逆襲                            | 東宝 （東宝）                           | 造形助手 |
| 1956年 | 空の大怪獣 ラドン |                                         | 東宝 （東宝）                           | 造形助手 |
| 1959年 | 4月19日           | 孫悟空                                  | 東宝 （東宝）                           | 撮影助手 |
| 1959年 | 10月25日          | 日本誕生                                | 東宝 （東宝）                           | 撮影助手 |
| 1960年 | 4月26日           | ハワイ・ミッドウェイ大海空戦 太平洋の嵐 | 東宝 （東宝）                           | 撮影助手 |
| 1961年 | 10月29日          | B・G物語 二十才の設計                   | 東宝 （東宝）                           | 美術助手 |
| 1962年 | 9月8日            | 早乙女家の娘たち                        | 東宝 （東宝）                           | 美術助手 |
| 1975年 | 3月15日           | 新八犬伝 第一部 芳流閣の決斗            | 芸苑社 （東宝）                         | 美術     |
| 1978年 | 3月11日           | 北京原人の逆襲                          | ショウ・ブラザーズ                      | 特殊美術 |
| 1979年 | 5月26日           | 病院坂の首縊りの家                      | 東宝映画 （東宝）                       | 美術助手 |
| 1991年 | 11月16日          | 超少女REIKO                             | 東宝映画 （東宝）                       | 美術     |
| 1995年 | 12月9日           | ゴジラvsデストロイア                    | 東宝映画 （東宝）                       | 美術     |
| 1998年 | 7月4日            | プルガサリ 伝説の大怪獣                 | シン・フィルム （レイジング・サンダー） | 特殊美術 |

### テレビ
| 期間                          | 番組名                 | 制作（放送局）                  | 役職         |
| ----------------------------- | ---------------------- | ------------------------------- | ------------ |
| 1968年4月6日 - 1968年6月29日  | マイティジャック       | 円谷プロダクション (フジテレビ) | 美術（本編） |
| 1968年7月6日 - 1968年12月28日 | 戦え! マイティジャック | 円谷プロダクション (フジテレビ) | 美術（本編） |
| 1970年1月7日 - 1970年3月18日  | 独身のスキャット       | 円谷プロダクション (TBS)        | 美術（本編） |
| 1972年4月7日 - 1973年3月30日  | ウルトラマンA          | 円谷プロダクション (TBS)        | 美術（本編） |
| 1973年1月8日 - 1973年4月2日   | 恐怖劇場アンバランス   | 円谷プロダクション (フジテレビ) | 美術（本編） |
| 1973年4月6日 - 1974年4月5日   | ウルトラマンタロウ     | 円谷プロダクション (TBS)        | 美術（本編） |
| 1974年4月12日 - 1975年3月28日 | ウルトラマンレオ       | 円谷プロダクション (TBS)        | 美術（本編） |

## テーマパーク
- 1980年1月 - 谷津遊園地「メルフィンランド」構成、演出、人形デザイン[10]。
- 1981年4月 - 東京ディズニーランド全アトラクションのプロップス、フィギュア制作、据え付けの総合プロデューサー担当[10]。
- 1984年5月 - 東京ディズニーランドの「東京ディズニーランド・エレクトリカルパレード」総合プロデューサーとして制作を担当[10]。
- 1986年2月 - 東京ディズニーランドの「ビッグサンダーマウンテン」制作に参加[10]。
- 1987年1月 - サンリオピューロランドの「ゴールの伝説」「メルヘンシアター」企画、構成、演出、「ちえの木」の企画を担当[10][注釈 5]。
- 1994年6月 - 天領出雲崎時代館の良寛像を制作[10]。
- 1995年10月 - 船の科学館・羊蹄丸の展示改装計画、青函ワールド構成・演出担当[10]。

## キャラクターデザイン（代表的なもの）
- 1968年『戦え! マイティジャック』
  - 天才ロボット ナナちゃん[8]
- 1972年 - 1973年 『ウルトラマンA』
  - ウルトラマンA[6]
  - タック隊員服[6][9]
  - タックガン[6][9]
  - TACのマーク[6][9]
  - 忍者超獣ガマス[6][14]
  - くの一超獣ユニタング[6][14]
  - さぼてん超獣サボテンダー[6][14]
  - 殺し屋超獣バラバ[14]
  - 異次元超人エースキラー[6][14]
  - 超人ロボットエースキラー[14]
  - 大蟹超獣キングクラブ[14]
  - 牛神超獣カウラ[6][14]
  - 大鳩超獣ブラックピジョン[14]
  - 凶悪超獣ブラックサタン[14]
  - 異次元超人巨大ヤプール[6][14]
  - 異次元人マザロン人[14]
  - 地獄超獣マザリュース[14]
  - 古代超獣スフィンクス[14]
  - 地獄星人ヒッポリト星人[6][14]
  - 地底超獣ギタギタンガ[14]
  - 黒雲超獣レッドジャック[6][14]
  - 貘超獣バクタリ[14]
  - 虹超獣カイテイガガン[14]
  - 夢幻超獣ドリームギラス[14]
  - 雪超獣スノーギラン[14]
  - 炎星人ファイヤー星人[6][14]
  - 火炎超獣ファイヤーモンス[6][14]
  - 氷超獣アイスロン[6][14]
  - 吹雪超獣フブギララ[6][14]
  - タイム超獣ダイダラホーシ[14]
  - 液汁超獣ハンザギラン[6][14]
  - 宇宙怪人レポール星人[14]
  - 最強超獣ジャンボキング
- 1973年 - 1974年 『ウルトラマンタロウ』
  - ZAT隊員服（男性用、女性用）
  - ZATガン
  - ZATマーク
  - スカイホエール
  - コンドル1号
  - スーパースワロー
  - アイアンフィッシュ
  - ドラゴン
  - ウルフ777
  - ラビットパンダ
  - オイル超獣オイルドリンカー[15]
  - 大亀怪獣クイントータス[15]
  - 大亀怪獣キングトータス[15]
  - 大亀怪獣ミニトータス[15]
  - なめくじ怪獣ジレンマ[15]
  - 大ガニ怪獣ガンザ[15]
  - 大ダコ怪獣タガール[15]
  - 大羽蟻怪獣アリンドウ[15]
  - 海象怪獣デッパラス[15]
  - 蔦怪獣バサラ[15]
  - 噴煙怪獣ボルケラー[15]
  - 虫歯怪獣シェルター[15]
  - えんま怪獣エンマーゴ[15]
  - 狐火怪獣ミエゴン[15]
  - 笛吹き怪獣オカリヤン[15]
  - 食葉怪獣ケムジラ[15]
  - 火山怪鳥バードン[15]
  - 鳥怪獣フライングライドロン[15]
  - 蝉怪獣キングゼミラ[15]
  - カンガルー怪獣パンドラ[15]
  - カンガルー怪獣チンペ[15]
  - しんきろう怪獣ロードラ
  - 宇宙大怪獣ムルロア[15]
  - ムカデ怪獣ムカデンダー[15]
  - 極悪宇宙人テンペラー星人[15]
  - 醜悪星人メドウーサ星人[15]
  - 逃亡怪獣ヘルツ[15]
  - 暴君怪獣タイラント[6][15]
  - 食いしん坊怪獣モットクレロン[15]
  - 凶悪宇宙人ドルズ星人[15]
  - うろこ怪獣メモール[15]
  - わんぱく宇宙人ピッコロ[15]
  - 冬眠怪獣ゲラン[15]
  - 歌好き怪獣オルフィ[15]
  - 泥棒怪獣ドロボン[15]
  - 海獣サメクジラ[15]
  - 宇宙海人バルキー星人[15]
- 1974年 『ウルトラマンレオ』
  - ウルトラマンレオ
  - MAC隊員服（男性用、女性用）
  - MACマーク
  - マックガン
  - マックナイフ
  - マッキー2号
  - マッキー3号
  - マックシャーク
  - マックモール
  - 奇怪宇宙人ツルク星人（小）[16]
- 1985年『プルガサリ 伝説の大怪獣』（北朝鮮映画）
  - プルガサリ
  - 獅子砲
  - 将軍砲
- 1987年 - 2004年『ゴールの伝説』（『サンリオピューロランド』アトラクション）

### 補足
1. ↑  製作は1985年